# Uddjaure
Uddjaure, även Uddjaur, Ujják eller Uvvjáge[källa behövs], är en sjö i Arjeplogs kommun i Lappland som ingår i Skellefteälvens huvudavrinningsområde. Sjön har en area på 249 kvadratkilometer och ligger 420 meter över havet. Sjön avvattnas av vattendraget Skellefteälven. Arjeplog ligger nordost om sjön.

## Delavrinningsområde
Uddjaure ingår i delavrinningsområde (732194-158531) som SMHI kallar för Utloppet av Uddjaure. Delavrinningsområdets medelhöjd är 440 meter över havet och ytan är 502,68 kvadratkilometer. Räknas de 331 avrinningsområdena uppströms in blir den ackumulerade arean 5 715,83 kvadratkilometer. Avrinningsområdets utflöde Skellefteälven mynnar i havet. Avrinningsområdet består mestadels av skog (44 procent). Avrinningsområdet har 251,66 kvadratkilometer vattenytor vilket ger det en sjöprocent på 48,8 procent.

## Reglering
Uddjaure utgör tillsammans med Storavan ett vattenkraftsmagasin vars yta regleras mellan 418 och 420 m ö.h. Regleringen har skett i tre etapper. Första gången var före 1936 då Bergnäsdammen byggdes vid utloppet av Storavan. Andra gången var 1956, då man muddrade vid Kaskerströmmen vid Uddjaures utlopp så att ytan sänktes ca 40 cm. Tredje gången var 1958, då vattennivån höjdes. På grund av den höjda vattennivån ingår en rad sjöar väster om Uddjaure i magasinet: Fluka, Aisjaure, Hammarträsket, Tjärraur, Korsträsket och Båtsträsk.